# بی‌بی نوروز
بی‌بی نوروز یا بی‌بی گل‌افروز در سیستان یک آریا بانو به عنوان بی‌بی نوروز آمدن نوروز را مژده می‌دهد.
اما در میان مردم تمامی کشورها و اقوامی که جشن نوروز برگزار می‌کنند معمولاً رسم است که مردها مانند عمو نوروز، حاجی فیروز، 'کاکا نوروز' و غیره و حتی بابانوئل مسیحیان نوید رسیدن نوروز و بهار و سال نو را می‌دهند.

## بی‌بی نوروز و جایگاه زن
بانو بی‌بی نوروز در سنت‌های مردم سیستان مقامی والا و ارجمند دارد و شاید این از منزلت زن حکایت می‌کند.
زن در سیستان موجودی ضعیف نیست بلکه در تاریخ این منطقه، زن انسانی بزرگ که اقتصاد خانه را در دست داشته و دوشادوش مردان به کار و تلاش مشغول است، محسوب می‌شود.
بانو گشسب دختر رستم، گرد آفرید مرزبان ایران، کُردیه خواهر بهرام که مادرش سیستانی بوده، گردآفرید مرزبان سپیددژ که به رزم سهراب رفت و ده‌ها زن پهلوان و نام‌آور دیگر سیستانی که در جنگ‌ها پیشگام بودند نمونه ای از جایگاه و عزت زن است.
به همین دلیل پیام آور بهار در سیستان یک زن هست و مردم بر این باورند که این زن در عصر روز قبل از نوروز و سال نو که به روز 'علفه' مشهور است به دعا می‌نشیند و برای سیستانی‌ها از درگاه خداوند طلب باران می‌کند.

## روز علفه و بی‌بی نوروز
در منطقه سیستان، روز قبل از عید را علفه می‌گویند شاید یا اینکه به دلیل چسبانیدن دسته‌ای جُوی تازه، سبز و خوشه نزده بر سر در اتاق‌هاست.
شب قبل از عید مردان و زنان حنابندان داشتند و صبح روز علفه حنا را از دست و پاهایشان می‌شویند، روز علفه کمتر خانه‌ای است که بوی کلوچه محلی ندهد در این روز همه چیز بوی تازگی می‌دهد و زمان جوان می‌شود.
روز علفه در سیستان روز گرامی داشتن بی‌بی نوروز است در این روز بی‌بی به همه خانه‌ها سرک می‌کشد تا ببیند برای استقبال از او چه کرده‌اند، خانه تمیز و پاکیزه است، لباس نو دارند، نان سال را پخته‌اند، جلوی اتاق‌ها علف چسبانده‌اند، دخترکان دست‌هایشان را حنا بسته‌اند، یا از خانه بوی کلوچه می‌آید.

## بی‌بی نوروز و عید نوروز
امروزه در سیستان بجز مادربزرگ‌ها که عنوان «بی‌بی» را از آن خود می‌سازند، و زنان خان و سردار و بزرگان و ریش سفیدان و شکسته بندهای (حکیم) یک فامیل نیز و زنان اندیشمند، این عنوان را دارا می‌شوند؛ بنابراین دادن عنوان «بی‌بی» به دختران و زنان و مادران بزرگوار سیستانی، پیشینه ای بسیار کهن دارد.
در گویش سیستانی برخلاف دیگر جاهای سرزمین اهورایی مان ایران به نوید دهنده نوروز «بی‌بی نوروز» گفته می‌شود. در حالیکه در مناطق دیگر واژه «عمونوروز» مُصطلح می‌باشد.

## بی‌بی نوروز و موعودهای زرتشتی
«نوروز» در سیستان ازنظر تلفّظ باتلفّظ پهلوی آن، یکسان است و سیستانیان نیز همچون دیگر هم میهنانشان، علاوه بر گرامیداشت این نام و این جشن فرخنده، مادران موعودهای زرتشتی را که با زایش این فرزندان رهایی‌بخش دادو راستی را جایگزین بیداد و ستم و ناراستی می‌کردند و روزی نو در زندگی جهان و جهانیان پی می‌ریختند، عنوان «بی‌بی نوروز» می‌دادند – کسی که به آبهای پاک و مقدّس دریاچهٔ هامون، تن می‌سپرد تا آینده زرتشتی دربطنی پاک بارور شده و برای رهایی آدمیان راه گم کرده، پدیدار گردد–.
این موضوع، چنان دارای ارج و شکوهی می‌باشد که تن شویی «بی‌بی نوروز» در پیشانی سال نو، به اوّلین باران بهاری، نسبت داده می‌شود
نکتهٔ دیگر اینکه در آغاز سال نو، بی‌بی نوروز یا همان مادر موعود است که تن به آبهای پاک هامون می‌سپارد و با باران بهاری به تن شویی و سرشویی می‌پردازد. این عمل تنها از بی بی نوروز بر می‌آید، مادری که تنها ویژهٔ این سرزمین پاک و اهورایی است. با این استدلال، بی‌بی نوروز، در هر هزاره‌ای به هیئت یکی از این مادرها در می‌آید و نامی ویژه می‌گیرد که بی‌بی نوروز عنوان عام ّ اوست.
موضوع بی‌بی نوروز و مادران موعود و دریاچهٔ پُرآب هامون، چنان با یکدیگر، یکی شده‌اند که هیچ‌یک، بدون دیگری در تصوّر نمی‌گنجد. در حقیقت اُسطوره و واقعیّت چنان باهم پیوند خورده‌اند که نمی‌شود لحظه‌ای آنرا از زندگی روزمرّهٔ مردم این سامان جدا کرد. آنها که ممکن است به این اُسطوره‌ها به چشم غیرواقع و دور از ذهن بنگرند باید بدانند که دریاچهٔ هامون و رود هیرمند همیشه نجات بخش و باشکوه و دارای ارزش و اعتبار بوده‌اند. این دو در زندگی سیستانی از چنان جایگاه والایی برخوردارند که زندگی سیستانی بدون آنها ممکن نیست. سیستانی باید تلاش کند تا پیش از هر خواسته و آرزوی دیگری، هیرمند و هامون را پُرآب بخواهد، زیرا نجات، رهایی و رستگاری سیستان و سیستانی و ایرانی در خروش و آرامش هیرمند و هامون پنهان است.